# Aeroportul Robore
Aeroportul Robore (IATA: RBO, ICAO: SLRB) este un aeroport din Santa Cruz, Bolivia ce deservește zona Roboré⁠(d).
Situat la o altitudine de 276 m, aeroportul dispune de o singură pistă.